# Harwant Kaur
Harwant Kaur (* 5. Juli 1980) ist eine ehemalige indische Leichtathletin, die sich auf den Diskuswurf spezialisiert hat, aber auch im Kugelstoßen an den Start ging.

## Sportliche Laufbahn
Erste internationale Erfahrungen sammelte Harwant Kaur im Jahr 1999, als sie bei den Juniorenasienmeisterschaften in Singapur mit einer Weite von 51,24 m die Silbermedaille gewann. Im Jahr darauf belegte sie bei den Asienmeisterschaften in Jakarta mit 56,08 m den vierten Platz und 2002 gewann sie bei den Asienmeisterschaften in Colombo mit 57,60 m die Silbermedaille hinter der Chinesin Li Yanfeng und belegte im Kugelstoßen mit 15,37 m den sechsten Platz. Anschließend nahm sie erstmals an den Asienspielen in Incheon teil und wurde dort mit 58,31 m Vierte. Auch bei den Leichtathletik-Asienmeisterschaften 2003 in Manila erreichte sie mit 55,89 m den vierten Platz und klassierte sich anschließend bei den Afro-Asiatischen Spielen in Hyderabad mit 53,36 m auf dem fünften Platz. 2004 qualifizierte sie sich für die Teilnahme an den Olympischen Spielen in Athen, verpasste dort aber mit 60,82 m den Finaleinzug.
2006 belegte sie bei den Commonwealth Games in Melbourne mit 57,64 m den siebten Platz und im Jahr darauf belegte sie bei den Asienmeisterschaften in Amman mit 52,43 m den vierten Platz. 2008 nahm sie erneut an den Olympischen Spielen in Peking teil, schied aber mit 56,42 m in der Qualifikation aus. 2009 wurde sie bei den Asienmeisterschaften in Guangzhou mit 53,83 m Fünfte und im Jahr darauf gewann sie bei den Commonwealth Games in Neu-Delhi mit einem Wurf auf 60,16 m die Silbermedaille hinter ihrer Landsfrau Krishna Poonia und erreichte bei den Asienspielen in Guangzhou mit 57,55 m Rang vier. 2011 gewann sie bei den Asienmeisterschaften in Kōbe mit 57,99 m die Bronzemedaille hinter den Chinesinnen Sun Taifeng und Ma Xuejun und schied anschließend bei den Weltmeisterschaften in Daegu mit 56,49 m in der Qualifikation aus. 2012 bestritt sie in Hyderabad ihren letzten Wettkampf und beendete damit ihre Karriere im Alter von 31 Jahren.

## Persönliche Bestleistungen
- Kugelstoßen: 15,75 m, 3. Juni 2002 in Bengaluru
- Diskuswurf: 63,05 m, 7. August 2004 in Kiew